# We Can Breathe in Space, They Just Don't Want Us to Escape
We Can Breathe in Space, They Just Don't Want Us to Escape (spesso abbreviato in We Can Breathe in Space) è un singolo degli Enter Shikari, pubblicato il 2 novembre 2008.

## Descrizione
Precedentemente registrato nel 2006 come demo, il brano è stato realizzato in una nuova versione dalla band appositamente per essere pubblicato come singolo. Durante le registrazioni della nuova versione, avvenute nella primavera del 2008, gli Enter Shikari hanno tenuto aggiornati i fan sui loro progressi con alcuni video caricati su YouTube.

## Video musicale
Il video ufficiale del brano è stato girato nell'agosto 2008 nello stesso luogo delle registrazioni del brano, a St Albans, sotto la direzione di Alex Smith. Nel video, realizzato in bianco e nero e ricco di effetti grafici, gli Enter Shikari eseguono il brano vestiti con delle tute da astronauti. L'8 novembre successivo è stato pubblicato il Making Of.

## Tracce
Testi di Rou Reynolds e musiche degli Enter Shikari, eccetto dove indicato.
Download digitale
1. We Can Breathe in Space, They Just Don't Want Us to Escape – 5:55
2. Insomnia (Live at Brixton Academy) – 4:35 (Faithless)
3. We Can Breathe in Space, They Just Don't Want Us to Escape (Rout Remix) – 5:18
4. Sorry You're Not a Winner (Rout Remix) – 5:35
5. We Can Breathe in Space, They Just Don't Want Us to Escape (Grayedout Mix) – 8:52

CD
1. We Can Breathe in Space, They Just Don't Want Us to Escape – 5:55
2. Insomnia (Live at Brixton Academy) – 4:35 (Faithless)
3. We Can Breathe in Space, They Just Don't Want Us to Escape (Rout Remix) – 5:18
4. Sorry You're Not a Winner (Rout Remix) – 5:35

Vinile 7" bianco
1. We Can Breathe in Space, They Just Don't Want Us to Escape – 5:55
2. Insomnia (Live at Brixton Academy) – 4:35 (Faithless)

Vinile 7" grigio
1. We Can Breathe in Space, They Just Don't Want Us to Escape (Rout Remix) – 5:18
2. Sorry You're Not a Winner (Rout Remix) – 5:35

## Formazione
- Rou Reynolds – voce, tastiera, sintetizzatore, programmazione
- Rory Clewlow – chitarra, cori
- Chris Batten – basso, voce secondaria
- Rob Rolfe – batteria, percussioni

## Classifiche
| Classifica (2008)          | Posizione massima |
| -------------------------- | ----------------- |
| Regno Unito                | 80                |
| Regno Unito (physical)     | 15                |
| Regno Unito (rock & metal) | 1                 |